# Kasekelská šimpanzí komunita
Kasekelská šimpanzí komunita je populace divokých šimpanzů východních (Pan troglodytes schweinfurthii, poddruh šimpanze učenlivého), která žije v Gombském národním parku poblíž jezera Tanganika v Tanzanii. Tuto komunitu od roku 1960 vědecky studuje anglická bioložka Jane Goodallová a její instituce založená v roce 1977 (The Jane Goodall Institute). Jedná se o nejdelší nepřetržité sledování a studium jakýchkoli zvířat v jejich přirozeném prostředí. Komunita byla popularizována v několika knihách i filmových dokumentech; k její popularitě přispělo i to, že Jane Goodallová dávala šimpanzům jména, na rozdíl od obvyklé vědecké praxe identifikace subjektů číslem. Potomci šimpanzů dostávali jména začínající stejným písmenem jako jméno jejich matky, což umožňovalo rozpoznání matrilineárních posloupností.
V říjnu 1960 Goodallová pozorovala, jak šimpanzi v komunitě jedí maso, čímž vyvrátila názor, že šimpanzi jsou vegetariáni.
Jedním z nejdůležitějších objevů, ke kterému došlo při pozorování kasekelské komunity, bylo použití nástrojů. V listopadu 1960 Goodallová pozorovala šimpanze, který použil stéblo trávy k extrakci termitů z termitího kopce. Později viděla, jak tento a ještě a další šimpanz odstraňují listy z větviček, aby si vytvořili nástroje pro lov termitů. Dříve bylo používání nástrojů u šimpanzů pozorováno jen výjimečně a vytváření nástrojů zvířaty (kromě člověka) nebylo pozorováno nikdy; výroba nástrojů byla do té doby považována za jednu z určujících vlastností člověka.
Jejím třetím postřehem z počátku 60. let bylo, že samci šimpanzů provádějí za deště jakýsi „tanec“: křičí, plácají do země a stromů a tahají větve.

## Další komunity šimpanzů v Gombském národním parku
V Gombském národním parku žijí i kromě kasekelské komunity i další komunity šimpanzů, které obývají určité domovské areály:
- komunita šimpanzů Mitumba,
- komunita šimpanzů Kalande.

Již zaniklou šimpanzí komunitou byla komunita Kahama, která vznikla na počátku 70. let. Několik šimpanzů z kasekelské komunity včetně 8 dospělých samců se drželo v severní části oblasti Kasekela, zatímco jiní, včetně 7 dospělých samců, se drželi v jižní části oblasti. Obě skupiny se vůči sobě chovaly nepřátelsky, nakonec se jižní komunita zcela oddělila a výzkumníci ji označili jako komunitu Kahama. V roce 1974 začali samci z kasekelské komunity útočit na šimpanze Kahamy. Podle výzkumníků měly tyto útoky povahu nájezdů, na rozdíl od pouhé obrany vlastního území. Kasekelští šimpanzi během těchto „nájezdů“ nesbírali potravu, kahamští šimpanzi byli během nájezdů brutálně napadeni a často i zabiti. Nejméně tři samice byly přivedeny z kahamské komunity zpět do kasekelské. V roce 1977 byla komunita Kahama zcela vyhlazena a komunita Kasekela ovládla její území.
Tato „čtyřletá válka“ (nebo válka šimpanzů v Gombe) představovala první zaznamenaný případ, který bylo možné – vzhledem k záměrnému vyhledávání a zabíjení šimpanzů z jiné komunity – označit za trvalé „válčení“ mezi primáty (mimo člověka).
Byly pozorovány také interakce kasekelské komunity s komunitou šimpanzů Mitumba; několik šimpanzů z Mitumby bylo zabito šimpanzi z Kasekely, nejméně dvě samice z Kasekely se připojily ke komunitě Mitumba.